# La Línea de la Concepción
La Línea de la Concepción es un municipio español del sur de la provincia de Cádiz, en la comunidad autónoma de Andalucía. Perteneciente a la comarca del Campo de Gibraltar. Cuenta con una población de 64 177 habitantes (INE 2024). 
Se asienta sobre el istmo arenoso que une el peñón de Gibraltar con la costa, en el flanco este de la bahía de Algeciras, entre Sierra Carbonera y el Peñón.

## Geografía
La Línea de la Concepción se sitúa en el suroeste de la Cordillera Bética. Dentro de su término municipal se distinguen tres dominios: la llanura de istmo, la alineación montañosa de la Sierra Carbonera y las costas. Sus coordenadas geográficas son 36° 10′ N, 5° 21′ O. Parte de su litoral se encuentra en la Costa del Sol. Su extensión superficial es de 19,27 km² y tiene una densidad de 3276,18 hab./km². Se encuentra situada a una altitud de 5 metros.
| Noroeste: San Roque         | Norte: San Roque | Noreste: Mar Mediterráneo |
| Oeste: Bahía de Algeciras   |                  | Este: Mar Mediterráneo    |
| Suroeste Bahía de Algeciras | Sur: Gibraltar   | Sureste: Mar Mediterráneo |

### Clima
La Línea posee unos de los climas con menos variación de temperatura entre mes más frío y mes más cálido en toda España, la temperatura media anual ronda los 19 °C. A pesar de ello, las grandes rachas de viento en invierno bajan la sensación térmica y en verano la humedad la aumenta. Las precipitaciones anuales son de 646 mm y se concentran entre octubre y marzo, son relativamente abundantes pero algo secas comparadas con ciudades colindantes como Algeciras (950 mm), San Roque (800 mm) o Los Barrios (950 mm).
Las horas de sol anuales rondan las 2900 horas y la humedad suele ser alta rondando el 74 %.
| Parámetros climáticos promedio de La Línea                                                                 | Parámetros climáticos promedio de La Línea | Parámetros climáticos promedio de La Línea | Parámetros climáticos promedio de La Línea | Parámetros climáticos promedio de La Línea | Parámetros climáticos promedio de La Línea | Parámetros climáticos promedio de La Línea | Parámetros climáticos promedio de La Línea | Parámetros climáticos promedio de La Línea | Parámetros climáticos promedio de La Línea | Parámetros climáticos promedio de La Línea | Parámetros climáticos promedio de La Línea | Parámetros climáticos promedio de La Línea | Parámetros climáticos promedio de La Línea |
| Mes | Ene.                                       | Feb.                                       | Mar.                                       | Abr.                                       | May.                                       | Jun.                                       | Jul.                                       | Ago.                                       | Sep.                                       | Oct.                                       | Nov.                                       | Dic.                                       | Anual                                      |
| --- | ------------------------------------------ | ------------------------------------------ | ------------------------------------------ | ------------------------------------------ | ------------------------------------------ | ------------------------------------------ | ------------------------------------------ | ------------------------------------------ | ------------------------------------------ | ------------------------------------------ | ------------------------------------------ | ------------------------------------------ | ------------------------------------------ |
| Temp. máx. media (°C)                                                                                      | 16                                         | 17                                         | 18                                         | 20                                         | 22                                         | 26                                         | 28                                         | 28                                         | 26                                         | 22                                         | 19                                         | 17                                         | 21.6                                       |
| Temp. mín. media (°C)                                                                                      | 11                                         | 12                                         | 13                                         | 13                                         | 16                                         | 18                                         | 20                                         | 21                                         | 20                                         | 17                                         | 14                                         | 12                                         | 15.6                                       |
| Precipitación total (mm)                                                                                   | 93                                         | 87                                         | 63                                         | 50                                         | 25                                         | 10                                         | 1                                          | 4                                          | 21                                         | 81                                         | 102                                        | 109                                        | 646                                        |
| Fuente: http://www.wunderground.com/history/airport/LXGB/2010/10/17/MonthlyHistory.html#calendar 1996-2010 |                                            |                                            |                                            |                                            |                                            |                                            |                                            |                                            |                                            |                                            |                                            |                                            |                                            |

## Historia
Lo que hoy día es término municipal de La Línea de la Concepción fue parte del término de Gibraltar, en el Reino de Sevilla, desde su conquista al Reino nazarí de Granada por parte de la Corona de Castilla en el siglo XV, hasta la conquista anglo-neerlandesa a principios del siglo XVIII.

### La guerra de sucesión española y la conquista británica de Gibraltar
Al morir el rey Carlos II El Hechizado sin descendencia en 1700, la Corona de España recayó en Felipe de Anjou, designado como heredero por el rey español. Poco tiempo después estallaría una Guerra de Sucesión cuando los austríacos se negaron a reconocer como rey a Felipe. El monarca español contaba con el apoyo de Francia (era nieto de Luis XIV de Francia) mientras que Austria, Inglaterra y Holanda eran partidarias del candidato austriaco, el Archiduque Carlos, por temor al daño que podría causar a sus intereses el surgimiento de una potencia del calibre de la resultante tras una hipotética unión entre España y Francia.
En agosto de 1704, mientras regresaba a Lisboa tras el infructuoso intento de tomar la ciudad de Barcelona, una flota anglo-neerlandesa con 45 navíos de línea británicos y 10 holandeses bajo el mando del almirante George Rooke tomó la ciudad de Gibraltar en nombre del archiduque Carlos de Austria. Las fuerzas de desembarco estaban formadas aproximadamente por unos 10 000 hombres al mando del príncipe de Darmstadt, jefe de las tropas partidarias del archiduque, mientras que la Plaza de Gibraltar contaba solo con un centenar de piezas de artillería y su guarnición ordinaria formada por 60 o 70 hombres bajo el mando de Diego de Salinas, a los que se sumaron voluntarios y vecinos armados hasta rondar la escasa cifra de 400 hombres.

Las hostilidades dieron comienzo el día 2 de agosto de 1704. La flota angloholandesa, con sus 1500 piezas de artillería, disparó 30 000 proyectiles en unas seis horas, demoliendo gran parte de las fortificaciones de la plaza. Gibraltar cayó el siguiente día. En teoría las fuerzas anglo-holandesas no llegaban con ánimo de invadir ni conquistar ninguna parte de España sino de proteger y liberar a los españoles del pretendiente francés al trono de España, Felipe de Anjou. Sin embargo, una vez tomada la plaza, el almirante Rooke, arrió el estandarte del archiduque Carlos —izado por el príncipe de Hesse— sustituyéndolo por el inglés al tiempo que proclamaba a la reina Ana, dueña y señora del Peñón de Gibraltar. La población española de Gibraltar optó por trasladarse en bloque, lo mismo que su guarnición. La mayoría buscó refugio en los alrededores de la ermita de San Roque, con la esperanza de que la situación se restableciera en poco tiempo y pudieran volver a sus hogares, fundándose en 1706 la ciudad de San Roque, «donde reside la de Gibraltar», como reza su lema en memoria del origen de su población. Otra parte de los gibraltareños originales optó por trasladarse a las cercanías de la ermita de San Isidro, dando así origen a la villa de Los Barrios, fundada el 4 de agosto de 1704, mientras que una minoría buscó refugio en las ruinas de la ciudad de Algeciras, refundada en 1704, deshabitada desde 1379, año en que la ciudad fue destruida e incendiada por los nazaríes al ver que serían incapaces de conservarla ante el avance de las tropas cristianas.

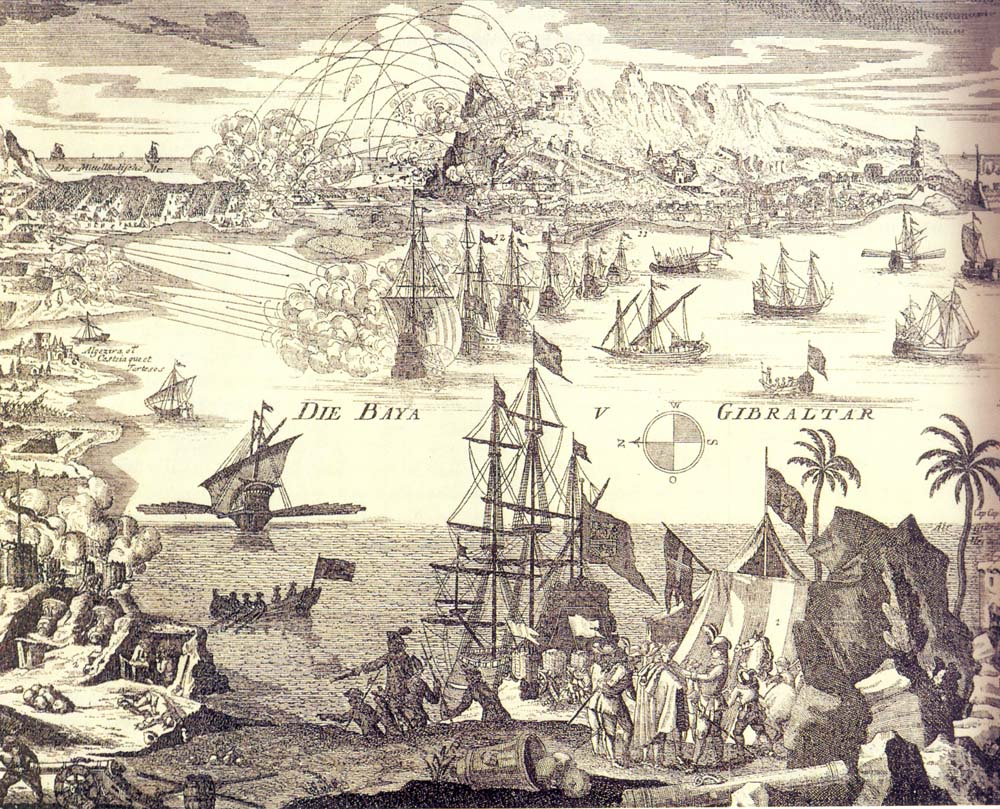
Ilustración del asedio a Gibraltar de 1727.

El rey de España Felipe V, nombre con el que fue coronado Felipe de Anjou, ordenó al marqués de Villadarías que sitiara la Plaza de Gibraltar. Este primer intento de recuperar la ciudad resulta infructuoso y el ejército español levantó el asedio. Sin embargo, a fin de vigilar el istmo y oponerse a una posible invasión del resto del territorio, estableció una guarnición permanente en esta zona y creó el Gobierno del Campo de Gibraltar. En 1713 se firmó el Tratado de Utrecht en cuyo décimo artículo España cedió Gibraltar a Gran Bretaña.

### La Línea de Contravalación o La Línea de Gibraltar
Gibraltar estuvo bajo vigilancia constante y fue sitiada en varias ocasiones (1727, 1779-1783) sin demasiada suerte para los ejércitos españoles. Los ingleses, más fuertes que nunca, iniciaron una política expansionista, comiendo terreno al istmo, que no estaba contemplado en el Tratado de Utrecht. Ante este hecho, el gobierno español tomó una decisión que sería fundamental en la historia de la futura Línea de la Concepción: la construcción de una plaza fuerte, Línea de Contravalación o Línea de Gibraltar.
Esta orden fue dada el 2 de noviembre de 1730 al director de ingenieros, Jorge Próspero de Verboom, para la construcción de dos fuertes, uno situado a levante y otro a poniente del istmo, unidos ambos por una línea de fortificación, con el propósito de impedir el tránsito y hacer prevalecer los derechos sobre el istmo, además de hacer patente la presencia española en la zona, prohibiendo a los barcos ingleses el atraque fuera del puerto de Gibraltar.
En 1731 se inició la construcción de los dos grandes fuertes, llamados de Santa Bárbara y San Felipe. El primero recibe este nombre en honor de la Patrona del Arma de Artillería, ubicándose en la playa de levante, siendo aún visibles sus restos. El segundo toma su nombre en honor del rey, Felipe V, y se sitúa en la playa de poniente.
Entre estos dos fuertes se construyó una gran muralla central con varias plazas de armas en punta de diamante con sus cuerpos de guardia respectivos, discurriendo desde Santa Bárbara a San Felipe. Todos ellos, se encontraban situados a una distancia equidistante, llamados de Santa Mariana, San Benito, semi-plaza de armas y cuerpo de guardia de San José, San Fernando y San Carlos.
Se finalizaría la construcción de esta formidable línea defensiva con todos sus baluartes en 1735: la llamada Línea de Contravalación o Línea de Gibraltar.
Así pues, en sus orígenes La Línea no fue más que una especie de campamento provisional formado por artesanos y comerciantes que abastecían a los militares y a sus familiares en las proximidades de las fortificaciones levantadas para asediar Gibraltar, ya que por ser un territorio en conflicto no se autorizaba el asentamiento de población civil de forma estable.
Las fortalezas de La Línea de Gibraltar quedarían intactas durante más de ochenta años, cumpliendo el objetivo por las que fueron construidas. A principios del siglo XIX se produce la invasión de la península ibérica por parte de las tropas francesas. España había firmado un pacto de defensa con Inglaterra para luchar contra los franceses en la Guerra de la Independencia Española.
Con el pretexto del temor a que las tropas de Napoleón Bonaparte, que ya habían llegado a la comarca campogibraltareña, se adueñasen de esta línea fortificada, los españoles accedieron a que el coronel británico Holloway, jefe de ingenieros en la guarnición de Gibraltar, derribase las fortificaciones españolas y las baterías de sus alrededores, procediendo a su voladura el día 14 de febrero de 1810.
Tras la destrucción de la línea física que bloqueaba el paso por el istmo, la ciudad continuó creciendo con una gran dependencia de Gibraltar, ya que cubrió las necesidades de todo tipo de la colonia británica (suministro de alimentos: carnes, frutas, verduras y hortalizas, de recreo y diversión, de espacio físico para alojamiento próximo de una fuerza de trabajo abundante al servicio de un Imperio en expansión, etc.).

### El nacimiento de la ciudad

La Línea (izquierda) y el istmo de Gibraltar en 1928

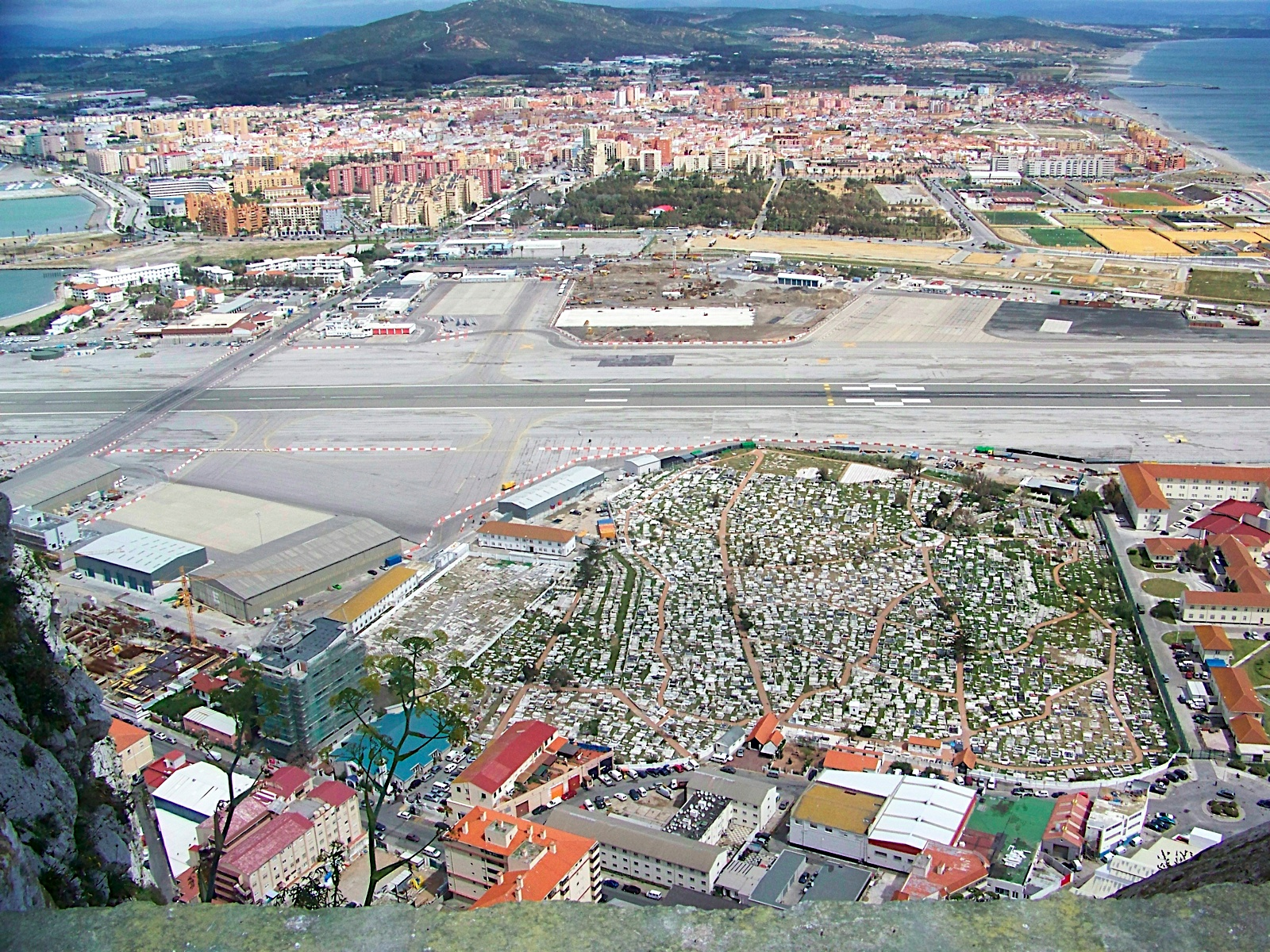
Vista de La Línea de la Concepción (al norte del aeropuerto) desde el peñón de Gibraltar

Negociantes, comerciantes y sencillos trabajadores quisieron que La Línea, fuera un municipio independiente de San Roque, controlado por militares, terratenientes y aristócratas. La oposición social y política de ambas poblaciones hace comprensible su separación, no sin bastantes impedimentos y el lógico posicionamiento en contra de San Roque. Fue el 17 de enero de 1870 cuando se autoriza la segregación de La Línea del Ayuntamiento de San Roque, y se le conceden los pastos, frutos, aprovechamiento y sus usos públicos comprendidos en el término jurisdiccional. Así nace con poco más de 300 habitantes La Línea de Gibraltar, nombre que heredó la población de la fortificación junto a la que nació. El casco urbano del recién nacido municipio se comprende entre la actual Plaza de la Iglesia, la Plaza de la Constitución, calle Real, la calle Jardines y la Avenida España. Tiene un cementerio, la comandancia, una aduana, un cuartel de carabineros y otro de soldados, más allá, el barrio del Espigón y lejos, en la playa de levante, La Atunara/Tunara, barriada de pescadores que no nació como un barrio más de La Línea, sino que sus orígenes datan nada más y nada menos que 640 años antes que la propia ciudad. Entre todo esto muchos huertos: el de Pedro Vejer, Mondéjar, del Inglés, Fava, Recagno, Genovessa, Russi, etc.
El 20 de julio de 1870 se constituye el ayuntamiento de La Línea de La Concepción, siendo su primer alcalde-presidente Lutgardo López Muñoz, elegido por una comisión de vecinos designados por la Diputación Provincial. En la primera sesión del nuevo ayuntamiento, se procedió a la elección del nombre con el que desde entonces debería ser conocida esta población y de forma unánime se decidió el de La Línea de la Concepción, por ser la Inmaculada Concepción la patrona del ejército español en esas fechas. Este nombre fue cambiado en varias ocasiones, pero persiste la propuesta primitiva, y es en 1883 cuando vemos aparecer este nombre en los libros de actas.
En 1913 el rey Alfonso XIII otorgó el título de ciudad a La Línea de la Concepción.

### La Segunda República en La Línea (1931-1936)
Tras la caída de la monarquía en 1931, la República fue acogida con ilusión por la gran mayoría de los linenses, obteniendo los partidos republicanos muy buenos resultados electorales. Destacó como alcalde la ciudad José Agüero Baro.
Tras 1933, a pesar de la nueva victoria republicana en la ciudad, la corporación municipal fue disuelta por el Gobierno conservador, y una gestora fue nombrada en su lugar.
En las elecciones generales de febrero de 1936 las candidaturas republicanas del Frente Popular, obtuvieron en la ciudad una abrumadora victoria, representando más del 90 % de los votos.

### El Golpe de Estado y la Guerra Civil en La Línea
El golpe de Estado de 1936 se inició en Melilla cuando la ciudad se preparaba para celebrar el comienzo de la feria. Se conmemoraba aquel año el 66.º aniversario de la independencia de San Roque.
La Línea se convirtió en una de las primeras ciudades caídas en manos de los militares sublevados. Sin embargo, no sería sin la resistencia de buena parte de los militares y de la población de la ciudad.
Inicialmente, los mandos superiores del Cuartel de Ballesteros se unieron a los golpistas, pero esta decisión no contó con el acuerdo de los mandos intermedios, partidarios de la legalidad republicana. Estos se enfrentaron en una pequeña escaramuza a sus jefes en el patio del cuartel de Ballesteros, logrando imponerse a sus superiores. Los militares leales a la república arrestaron a los golpistas, a los que condujeron a la frontera de Gibraltar donde los liberaron, permitiendo que partieran al exilio.
La Línea quedaba por tanto, bajo control republicano, aunque este revelaría efímero. Pronto llegaron noticias de que una columna de militares rebeldes se dirigía a la ciudad, procedente de Algeciras, cuyo puerto se convirtió en la puerta de entrada de las tropas sublevadas llegadas de Marruecos.
La multitud se echó entonces a la calle y se concentró frente al cuartel de Ballesteros, en apoyo a los militares republicanos. Sin embargo, las tropas golpistas, abrieron fuego al llegar, provocando una masacre. Las tropas franquistas se hicieron con el cuartel.
En los días sucesivos, los golpistas llevaron a cabo una persecución política en la ciudad contra todo aquel sospechoso de simpatizar con los partidos republicanos. Muchos linenses tuvieron que huir de la ciudad, en dirección a Málaga, otros pudieron refugiarse en Gibraltar. Se estima que la represión continuó hasta 1937, al mando de Servando Casas, quien fue nombrado alcalde, y jefe de la Falange en la ciudad.
Cientos de linenses fueron ejecutados y enterrados en una fosa común que se encuentra en el cementerio municipal. Aunque su ubicación exacta no se conoce, se estima que se encuentra en el patio norte, y que en ella se podrían encontrar los restos sin identificar de hasta 200 personas.

### Relaciones con Gibraltar

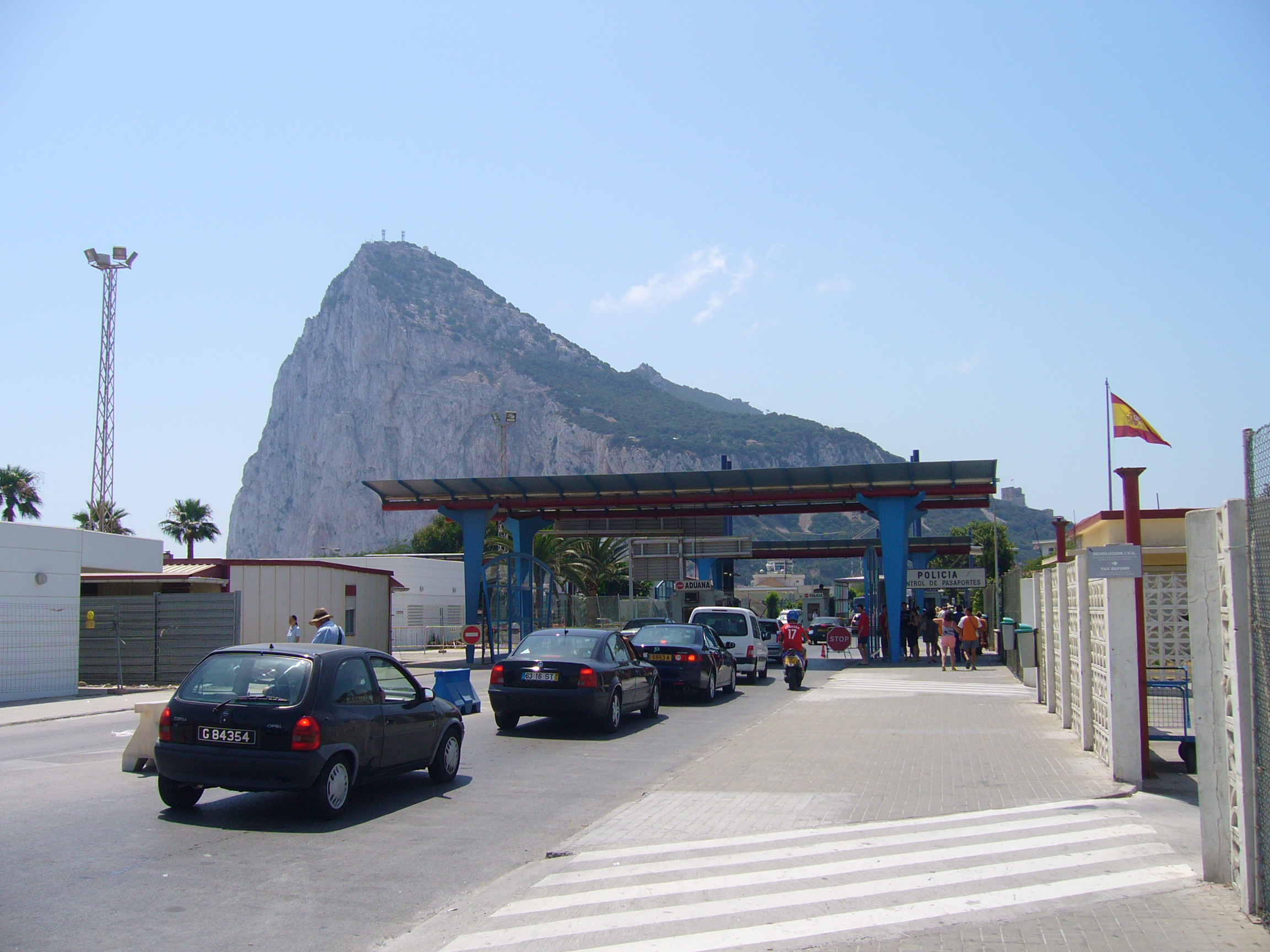
Paso fronterizo a Gibraltar

- La Verja: en el año 1908, el ejército británico levantó un muro fronterizo en el istmo que une Gibraltar con La Línea, añadiendo 106 hectáreas a su territorio original, que solo comprendía el Peñón y su puerto.[12] España no reconoce la soberanía británica sobre este istmo, considerado como terreno neutral por el Tratado de Utrecht.[13] Tampoco reconoce a este muro como una frontera internacional, el cual es conocido simplemente como La Verja.
- El 8 de junio de 1969, Francisco Franco, en respuesta al nuevo estatuto de Gibraltar como Territorio Británico de Ultramar, ordenó el cierre de la verja[14][15] por la cual se bloquearon todos los accesos al istmo así como el tránsito aéreo y las telecomunicaciones, debiendo la colonia británica abastecerse a través de vías alternativas. Este evento causó un gran perjuicio económico a la ciudad, muchos de cuyos habitantes perdieron sus trabajos en el Peñón; lo que provocó consiguiente caída de la economía de la ciudad y la emigración de cientos de linenses. La verja fue reabierta el 14 de diciembre de 1982, acabando así con 13 años de aislamiento al Peñón.[16][17]
- Manifestación contra el submarino nuclear HMS Tireless en 2001.[18][19]
- Caso MV New Flame: vertido de petróleo acaecido en el año 2007-2008 a consecuencia del hundimiento del mismo, que ocasionó pequeños desperfectos de las playas de la bahía de Algeciras.[20][21]
- Caso Odyssey: el juzgado de La Línea ordenó el apresamiento de los buques de Odyssey Marine Exploration –Odyssey Explorer y el Ocean Alert– atracados en el puerto de Gibraltar, en el momento en que se adentrasen en aguas españolas, ya que expoliaron un tesoro perteneciente al reino de España. El 31 de enero de 2012, los jueces de Atlanta (Estados Unidos) del caso desestimaron el recurso de la compañía con el que trataba de suspender la última sentencia del mismo tribunal que obligaba a Odyssey a devolver las monedas.
- Tasa de congestión: en el verano del año 2010, el ayuntamiento de La Línea reordena el tráfico a la salida de Gibraltar, con el fin de cobrar un peaje a los vehículos motorizados que visiten el Peñón.[22] En palabras del alcalde linense, Alejandro Sánchez García, diez millones de vehículos circulan al año por la carretera N-351, travesía de la ciudad y acceso a Gibraltar, provocando atascos y contaminación «sin dejar un duro» en la ciudad.[22] Con la implantación de este peaje, llamado «tasa de congestión» por el ejecutivo municipal, el consistorio linense calculaba recaudar 30 millones de euros al año para la ciudad.[23]
- Caso Bloques de Hormigón: el depósito de arrecifes artificiales de hormigón en una zona cercana al peñón y donde siempre fueron a pescar barcos españoles, tuvo impacto en las relaciones internacionales entre Reino Unido y España. Durante 2013 y 2014, las colas para acceder al peñón son de 3 horas para salir de él, debido al aumento de los controles y la llegada de grupos especiales de la Guardia Civil a la frontera.

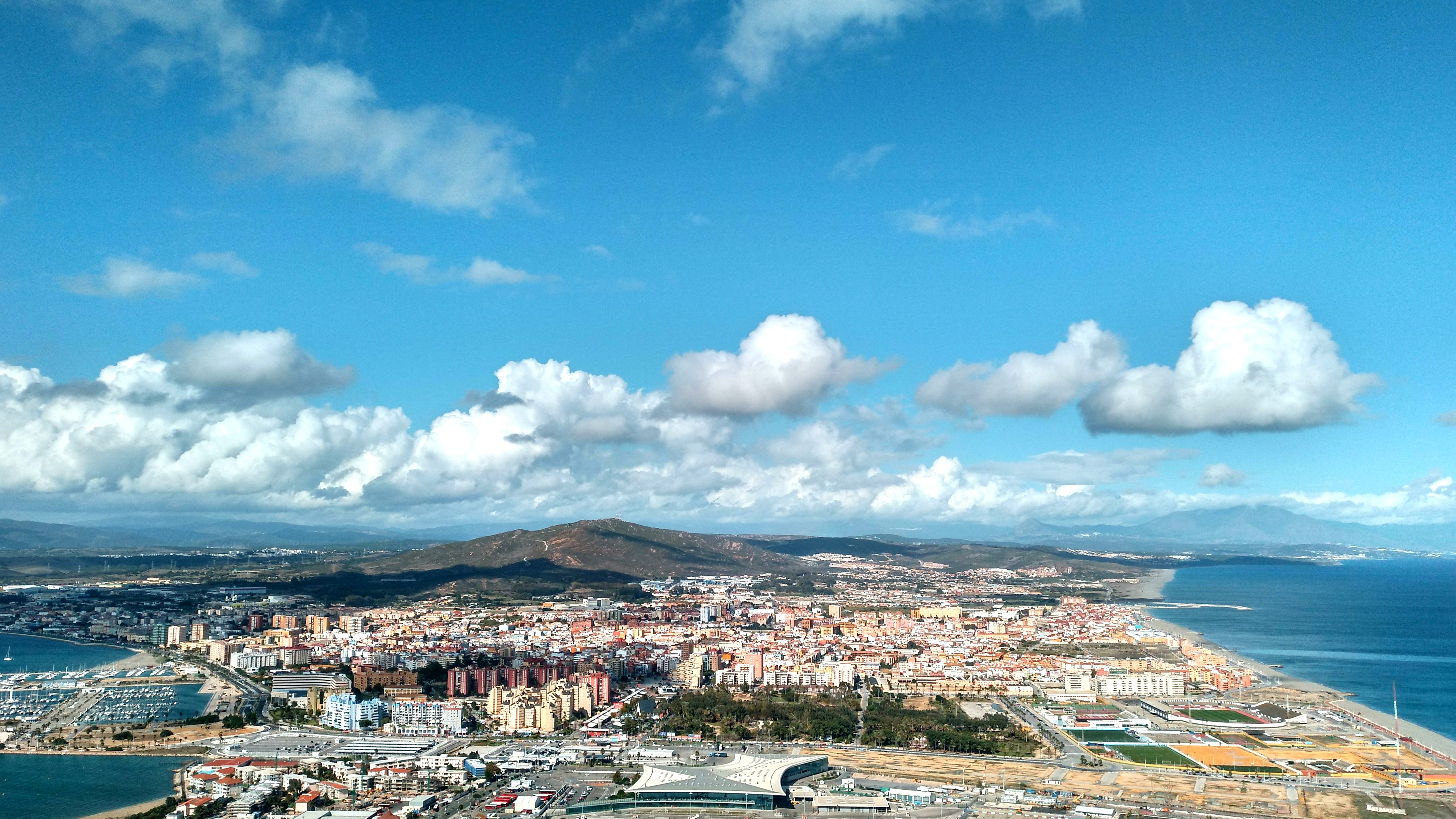
Vistas de La Línea de la Concepción desde lo alto del Peñón de Gibraltar. Vistas de las dos playas, poniente y levante, y al fondo Sierra Carbonera

## Símbolos

### Himno
El himno de La Línea tiene letra de Gabriel Baldrich y música de Rafael Jaén. Es un pasodoble titulado Española y Gaditana.
Española y gaditana,
luna y sol de morería,
jazmines en tu ventana
sin reja ni celosía.
Entre Sierra Carbonera
y el peñón de Gibraltar
una rosa postinera
besa los labios del mar.
(Estribillo)
¡Ay, La Línea!,
Línea de la Concepción,
trono de la fantasía,
fragua donde Andalucía
forja plata de ilusión.
Rincón de la patria mía,
trozo de suelo español
asomado a la bahía
donde siempre brilla el sol.
Con el sol como divisa
y la luna por cimera,
tu cielo, una sonrisa;
tu nombre, una bandera.
Un piropo te diría,
porque eres novia y flor:
rosa blanca por el día
y, por la noche, de amor.
(Estribillo)
¡Ay, La Línea!,
Línea de la Concepción,
trono de la fantasía,
fragua donde Andalucía
forja plata de ilusión.
Rincón de la patria mía,
trozo de suelo español
asomado a la bahía
donde siempre brilla el sol.

## Demografía
La Línea de la Concepción cuenta con una población de 64 177 habitantes (INE 2024).
| Gráfica de evolución demográfica de La Línea de la Concepción entre 1877 y 2021 |
| |
| Población de derecho según los censos de población del INE Población de hecho según los censos de población del INEEn estos censos se denominaba La Línea: 1877, 1887, 1897, 1900, 1910, 1920, 1930, 1940, 1950, 1960 y 1970. Entre el censo de 1877 y el anterior, aparece este municipio porque se segrega del municipio San Roque. |

Su origen, su fisonomía y su personalidad vienen determinadas por la pérdida de Gibraltar en 1704 a manos de los ingleses, con ciclos más prósperos y otros menos, según las relaciones del momento. Su vida y ciclos poblacionales sigue estando íntimamente ligada a la del Peñón ya que es el único paso existente entre este y la Península.
El cierre abrupto de la frontera supuso un éxodo masivo de los habitantes como el caso del empresario Miguel Rodríguez Domínguez, debido a la pérdida de miles de trabajos debidos a las relaciones comerciales con Gibraltar. La fundación del polo químico no pudo paliar la destrucción de su economía, y en las décadas siguientes, dicha fundación más que una ayuda, supuso un perjuicio, produciendo la destrucción del turismo debido a la alta contaminación de la bahía. Esta brecha en su economía frenó el ritmo de crecimiento, y se convirtió en insalvable a partir de 1960 cuando fue excluida de todo el progreso turístico de la Costa del Sol, quedando a escasos kilómetros del éxito de Sotogrande, Marbella o Torremolinos.
Esta asfixia económica producida por la imposibilidad de competir con la zona franca de Gibraltar, el problema del narcotráfico, la contaminación, pertenecer a Cádiz, la provincia más castigada por el paro; y el abandono absoluto durante años del Gobierno de España en la resolución del conflicto con Gibraltar, han convertido esta ciudad desde el año 2014 en la segunda con mayor porcentaje de paro de todo el país, observándose en el gráfico poblacional como 100 años después de 1920, la ciudad aún no ha recuperado el clima de prosperidad que obtuvo en su época.

### Inmigración
| Núcleo                    | Población (INE 2018) |
| ------------------------- | -------------------- |
| La Línea de la Concepción | 56 920               |
| Santa Margarita           | 2809                 |
| Diseminado                | 2443                 |
| La Alcaidesa              | 768                  |

Según el censo de 2014 los ciudadanos nacidos en la localidad representan el 91,04 % del total de la población. Los nacidos en España son el 94,10 % del total. Por su parte los residentes nacidos en el extranjero representan un 8,96 % del total de la población, similar al porcentaje nacional (9,53 %). De ellos un 60,38 % han nacido en la Unión Europea aunque destaca también la población nacida en el continente africano (17,20 %).

### Núcleos de población
La ciudad se divide en tres núcleos a lo largo de sus kilómetros de costa: La Línea de la Concepción, Santa Margarita y La Alcaidesa. La Alcaidesa es una zona que ha experimentado un gran desarrollo en los últimos años. Una parte pertenece a La Línea de la Concepción y otra a San Roque. Su playa viene recibiendo en los últimos años la bandera azul. Cuenta con campos de golf y varios hoteles, que concentran numerosos turistas, sobre todo ingleses y alemanes. Además de ser un lugar de segunda residencia estival, muchas personas viven en esta zona durante todo el año.

## Administración y política

### Gobierno municipal
| Periodo                | Nombre                  |
| ---------------------- | ----------------------- |
| 2/9/1940 - 18/2/1941   | José Pérez Ponce        |
| 18/2/1941 - 30/10/1948 | Lutgardo García López   |
| 30/10/1948 - 7/7/1949  | Emilio Gómez Montejo    |
| 7/7/1949 - 21/1/1953   | Rafael Ruíz Marín       |
| 28/3/1959 - 23/2/1970  | Pedro Alfageme González |
| 23/2/1970 - 31/7/1978  | Juan Blasco Quintana    |

El actual alcalde de la ciudad es Don José Juan Franco Rodríguez, del partido político La Línea 100x100. La Corporación Municipal está compuesta por 25 concejales, renovados tras las elecciones del 28 de mayo de 2023. En estas elecciones, LL100X100 gana otra vez la Alcaldía, renovando su mayoría absoluta por segunda vez consecutiva. En estos comicios, el partido de Juan Franco La Línea 100x100 obtuvo 22 concejales, uno más que en 2019, proclamándose como alcalde más votado del país; el PSOE-A de Gemma Araujo, exalcaldesa en el mandato 2011-2015 que volvió a concurrir como candidata, consigue 2 concejales, uno menos con respecto a 2019; y finalmente, 1 fue para el PP de Susana González, Teniente de Alcalde Delegada de Festejos y Actos Públicos en el gobierno de coalición PP-LL100X100 del mandato 2015-2019, quien mantiene resultados. Por lo tanto, cuatro partidos políticos quedaron fuera del arco municipal: Vox, Otra Línea Es Posible (OLEP), Izquierda Unida (IU) y Podemos no consiguieron alcanzar el 5 % de los sufragios necesarios para obtener representación.
Tras las elecciones de 2023, destaca el pacto de La Línea 100x100 con el Partido Popular para gobernar conjuntamente en la Mancomunidad de Municipios del Campo de Gibraltar y en la Diputación Provincial de Cádiz, donde previamente habían gobernado junto al PSOE. Además, otro hecho destacable, es la incorporación de la candidata del PP, Susana González Pérez, como diputada autonómica en el Parlamento de Andalucía tras los resultados favorables del Partido Popular en la provincia de Cádiz, donde el proclamado alcalde de Paterna de Rivera hace oficial su relevo por la popular linense.
El Ayuntamiento de La Línea se estructura en 6 áreas de gobierno: de Presidencia, Buen Gobierno y Transparencia; de Economía, Hacienda y Gestión Interna; de Promoción Sociocultural, Juventud y Deportes; de Salud, Participación Ciudadana y Bienestar Social; de Servicios Operativos y Mantenimiento Urbano; y de Ordenación del Territorio y Desarrollo Sostenible. 
El ayuntamiento celebra plenos ordinarios el primer jueves de cada mes en el Salón de Plenos situado en la zona trasera del Museo José Cruz Herrera, aunque a veces se celebran plenos extraordinarios con el fin de debatir temas y problemas que afectan al municipio.
En La Línea de la Concepción, desde 1870 hasta 2013, se han sucedido un total de 75 alcaldes, que han sido 74 hombres y una mujer.

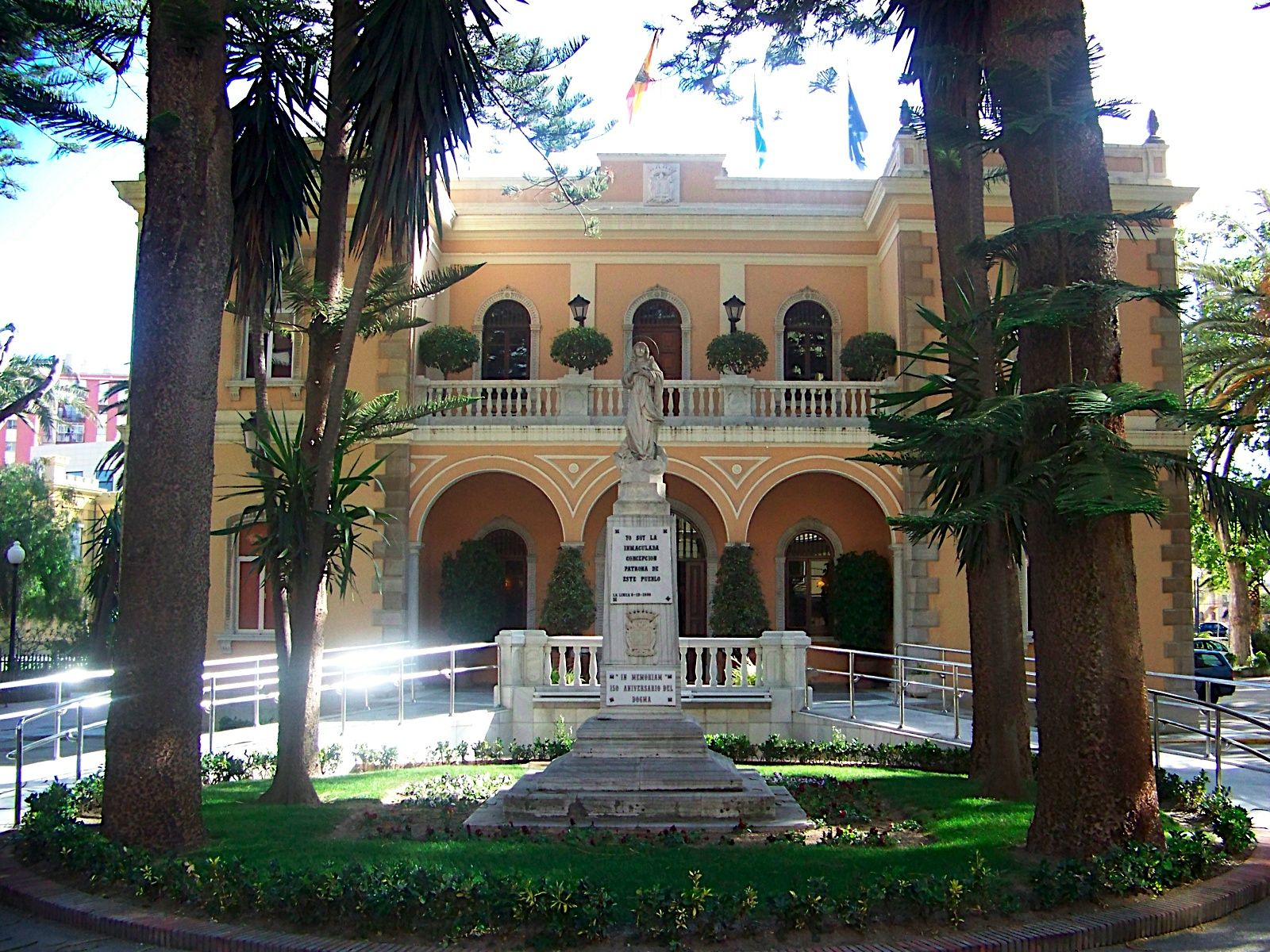
Ayuntamiento de La Línea

| Periodo   | Nombre                       | Partido | Partido                                                 |
| --------- | ---------------------------- | ------- | ------------------------------------------------------- |
| 1979-1980 | Francisco Niebla Molina      |         | Partido Socialista Obrero Español de Andalucía (PSOE-A) |
| 1980-1983 | Juan Carmona de Cózar        |         | Partido Socialista Obrero Español de Andalucía (PSOE-A) |
| 1983-1986 | Antonio Díaz Lara            |         | Partido Socialista Obrero Español de Andalucía (PSOE-A) |
| 1986-1995 | Salvador Pagán Fernández     |         | Partido Socialista Obrero Español de Andalucía (PSOE-A) |
| 1995-1999 | José Antonio Fernández Pons  |         | Partido Popular de Andalucía (PP)                       |
| 1999-2003 | Juan Carlos Juárez           |         | Grupo Independiente Liberal (GIL)                       |
| 2003-2009 | Juan Carlos Juárez           |         | Partido Popular de Andalucía (PP)                       |
| 2009-2009 | Gabriel Gonzálvez Manzanares |         | Partido Popular de Andalucía (PP)                       |
| 2009-2011 | Alejandro Sánchez García     |         | Partido Popular de Andalucía (PP)                       |
| 2011-2015 | María Gemma Araujo Morales   |         | Partido Socialista Obrero Español de Andalucía (PSOE-A) |
| 2015-act. | José Juan Franco Rodríguez   |         | La Línea 100x100                                        |

| Partido político                                         | 2023  | 2023   | 2023       | 2019  | 2019   | 2019       | 2015  | 2015  | 2015       | 2011  | 2011   | 2011       | 2007  | 2007   | 2007       |
| Partido político                                         | %     | Votos  | Concejales | %     | Votos  | Concejales | %     | Votos | Concejales | %     | Votos  | Concejales | %     | Votos  | Concejales |
| La Línea 100x100                                         | 75,18 | 17 238 | 22         | 68,30 | 15 823 | 21         | 30,96 | 6850  | 9          | —     | —      | —          | —     | —      | —          |
| Partido Socialista Obrero Español de Andalucía (PSOE-A)  | 9,31  | 2136   | 2          | 11,96 | 2771   | 3          | 34,15 | 7555  | 9          | 35,11 | 8930   | 10         | 30,93 | 8458   | 8          |
| Partido Popular de Andalucía (PP)                        | 5,42  | 1244   | 1          | 6,17  | 1431   | 1          | 20,42 | 4519  | 5          | 40,93 | 10 409 | 11         | 51,73 | 14 145 | 15         |
| Izquierda Unida (IU)                                     | 2,80  | 642    | 0          | 4,28  | 993    | 0          | 6,42  | 1420  | 1          | 8,83  | 2246   | 2          | 5,80  | 1585   | 1          |
| Partido Andalucista (PA)-Espacio Plural Andaluz (EP-And) | —     | —      | —          | —     | —      | —          | 5,23  | 1157  | 1          | 8,66  | 2193   | 2          | 3,89  | 1064   | 0          |
| Unidad Por La Línea (UPL)                                | —     | —      | —          | —     | —      | —          | —     | —     | —          | 4,18  | 1064   | 0          | 5,41  | 1479   | 1          |
| Partido Socialista de Andalucía (PSA)                    | —     | —      | —          | —     | —      | —          | —     | —     | —          | 1,18  | 319    | 0          | 0,39  | 120    | 0          |

### Proyectos
- Plaza de toros El Arenal

Inaugurada en el año 2022
- Acondicionamiento del actual ayuntamiento para el nuevo Museo Cruz Herrera

Inaugurado en el año 2016
- Nuevo Hospital para el Campo de Gibraltar

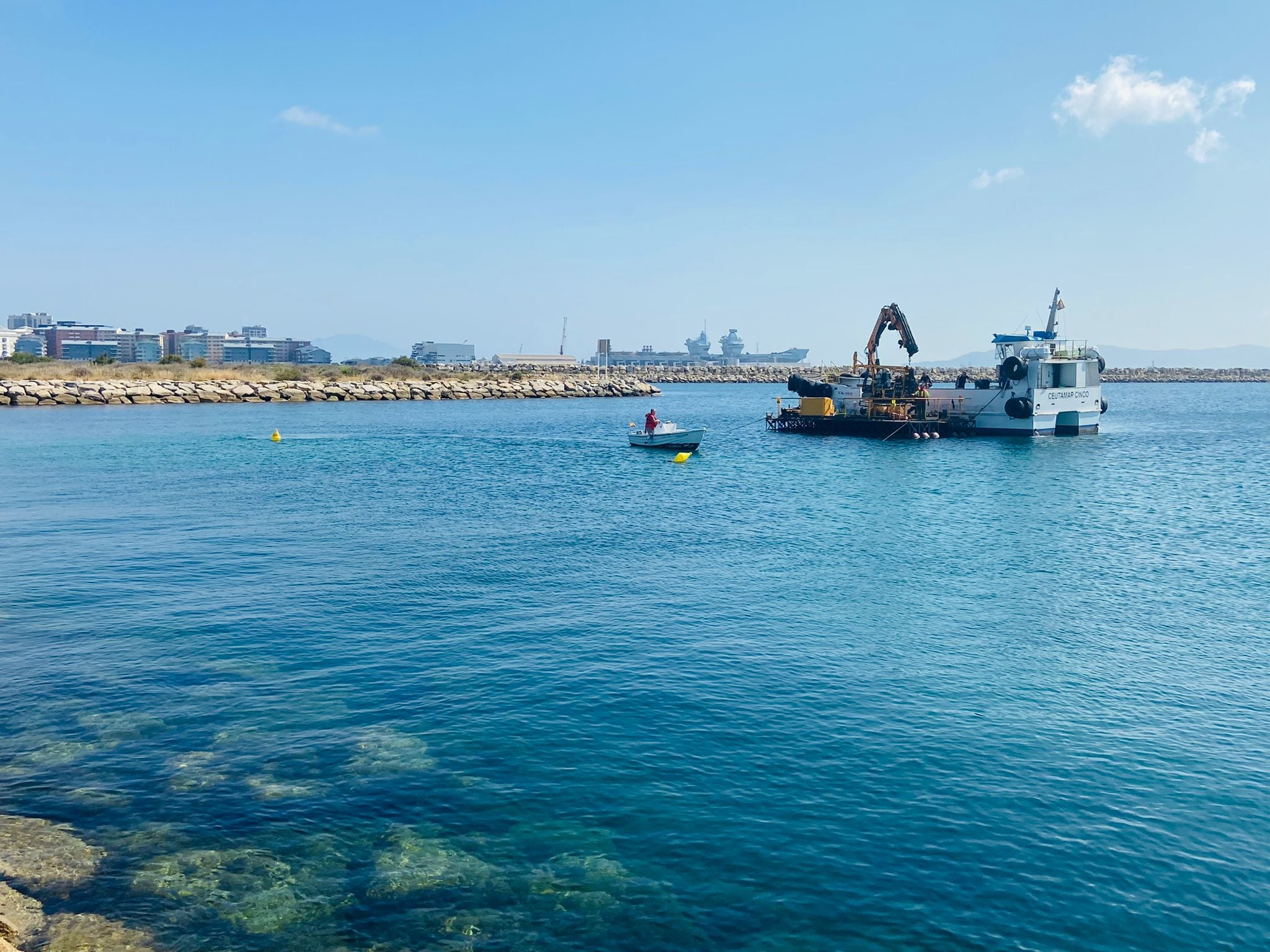
Obras Gran Marina Del Estrecho

Inaugurado y abierto en su totalidad en el año 2018
- Nueva carretera de acceso a la ciudad

Se trata del nuevo acceso este a la ciudad, y segunda fase de la A-383, proyecto a muy largo plazo
- Proyecto La Línea Revitaliza para la mejora del entorno urbano en la Atunara[49]

En proceso
- Zona Franca

Proyecto paralizado
- Zona de atraque de megayates y cruceros Gran Marina Del Estrecho

En obras
- Plan general de Ordenación Urbana La Nueva Línea[51]

En proceso
- Estación de Tren de La Línea de la Concepción

Proyecto paralizado
- Construcción de la terminal aeroportuaria compartida con Gibraltar

Finalizada la parte de Gibraltar; no se creará la parte de La Línea porque el gobierno central da por roto el Acuerdo de Córdoba, 2006

## Economía

### Turismo y playas

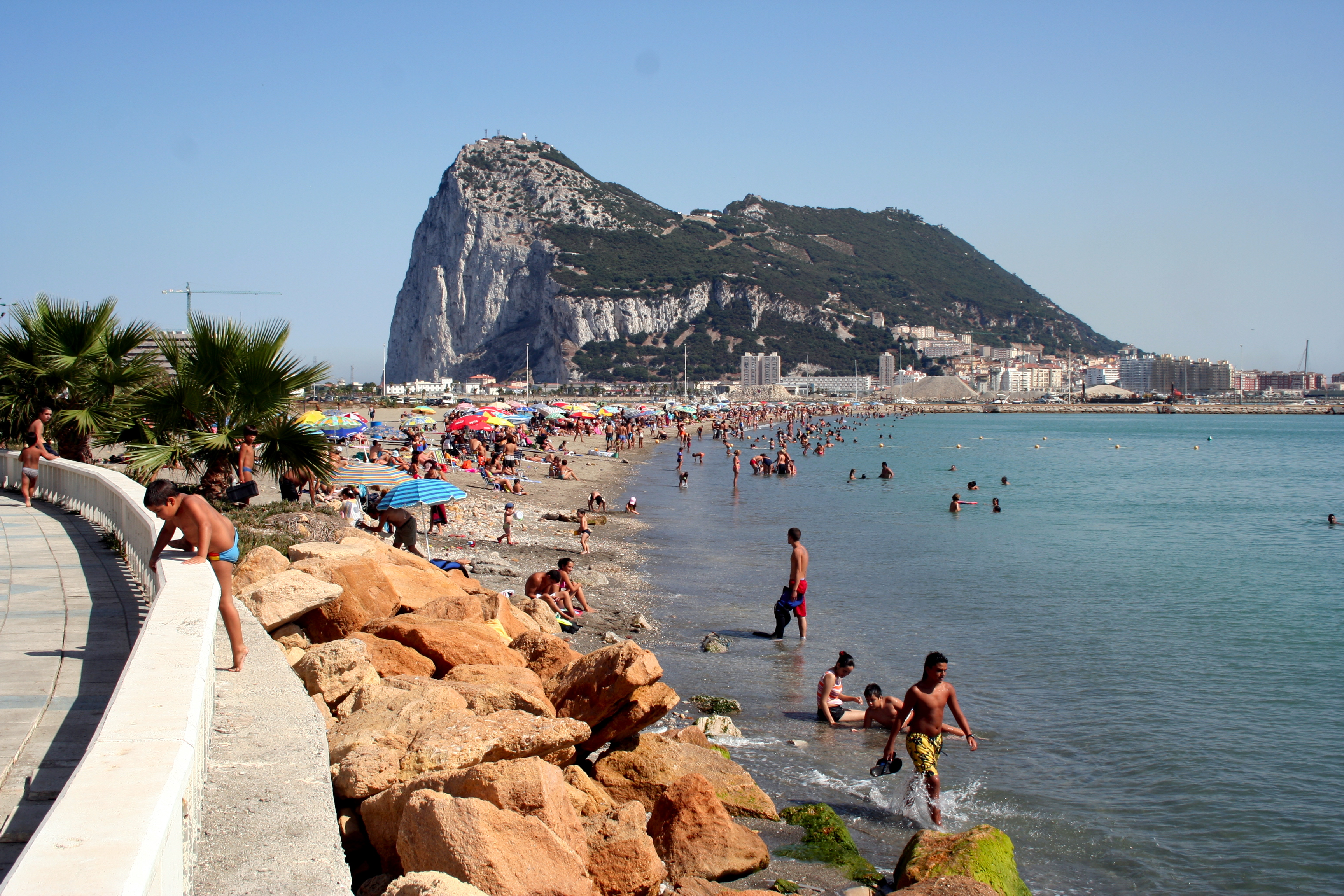
Playa de Poniente

La Línea de la Concepción recibe casi 3000 horas de sol al año, atenidas por la humedad del aire (en torno al 74 %) y la influencia del mar con una corriente fría a 3 km de la costa. Por ello, posee un clima templado, suave en invierno y cálido en verano.
Situada en un istmo, La Línea cuenta con dos costas, la de poniente y la de levante, encontrándose esta última en la Costa del Sol, y que ambas suman un total de 11 km de playas, correspondientes a las de La Alcaidesa, La Hacienda, de Santa Bárbara, de El Burgo, Sobrevela, Portichuelos, Torrenueva, de la Atunara y de Poniente y de Levante, algunas de las cuales son premiadas cada año con la bandera azul. En el 2007 las playas de La Alcaidesa y Sobrevela obtuvieron este reconocimiento.

### Evolución de la deuda viva municipal
El concepto de deuda viva contempla sólo las deudas con cajas y bancos relativas a créditos financieros, valores de renta fija y préstamos o créditos transferidos a terceros, excluyéndose, por tanto, la deuda comercial.
| Gráfica de evolución de la deuda viva del Ayuntamiento entre 2008 y 2024                                            |
| |
| Deuda viva del Ayuntamiento de La Línea de la Concepción, en miles de euros, según datos del Ministerio de Hacienda |

## Patrimonio
Fuertes de San Carlos, de Santa Bárbara y de San Felipe
Edificaciones militares del siglo XVIII. Construidos durante el sitio de Gibraltar como parte de la llamada Línea de Contravalación de Gibraltar, un grupo de fortificaciones cuyo objetivo era al mismo tiempo asediar Gibraltar y evitar las ansias expansionistas británicas. Durante la Guerra de la Independencia, periodo durante el cual España e Inglaterra se alían frente al enemigo común Francia, estas fortificaciones fueron voladas por los ingleses para evitar que cayeran en manos francesas. Actualmente el Fuerte de Santa Bárbara está en fase de recuperación, mientras que del Fuerte de San Felipe han aparecido recientemente algunos restos. Del Fuerte de San Carlos no se conservan indicios.
La Comandancia Militar

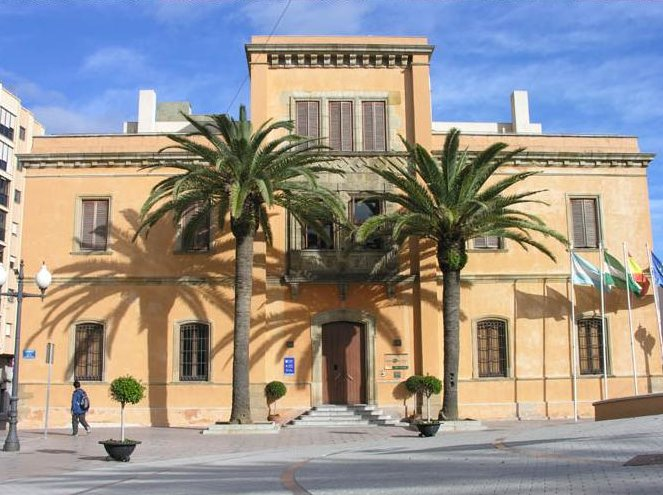
Museo del Istmo

Actualmente el edificio de la antigua Comandancia Militar alberga el Museo del Istmo. La función original de esta construcción fue la de servir de Pabellones de los Jefes y Oficiales de la Guarnición. Es el edificio más antiguo que existe en la ciudad, cuyos pabellones de Señores Jefes y Oficiales datan del año 1863 a 1865.
Edificio del Cuerpo de Guardia del Ejército
Hasta el año 1944 en que se derribó el viejo cuartel del carabineros de la Explanada (actual Plaza de la Constitución), existió un edificio de planta baja que estaba situado en el ángulo izquierdo del mismo. Esta edificación fue durante muchos años el cuerpo de guardia municipal de La Línea y, junto a él, la primera Comisaría de Policía también de esta ciudad hasta aproximadamente el año 1936. En este lugar se formaban las fuerzas que hacían la guardia en la Comandancia y dependencias cercanas. El Cuerpo de guardia de Santa Mariana se hacía cargo de vigilar La Comandancia, el de San Benito vigilaba la banqueta situada cerca del fuente de Santa Bárbara en la playa de Levante.
Torrenueva

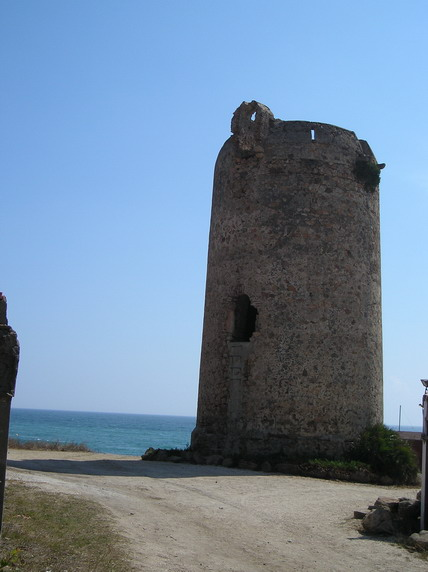
Torre Nueva

Esta torre es una de las 44 torres de iguales características que contorneaban la costa desde el río Guadiaro hasta la frontera con Portugal, construidas todas ellas durante el reinado de Felipe III, hermanas con otras tantas situadas por toda la costa mediterránea, desde Málaga hasta Cataluña. La finalidad de estas torres era avisar del peligro que corrían los habitantes del litoral por la presencia de los barcos de piratas berberiscos. En estas atalayas o torres vigías, levantadas de trecho en trecho, y mediante señales de humo o fogatas se avisaba de la presencia de los barcos piratas. En su terraza se hallaba siempre dispuesto un haz de leña seca para ser quemado de inmediato en caso de peligro, transmitiendo la señal de alarma a las torres vecinas.
Plaza de Toros
Considerado como uno de los tres edificios más antiguos de la ciudad, compartido junto a la antigua Comandancia Militar, hoy Museo del Istmo, y la parroquia de la Inmaculada Concepción, constituye un claro ejemplo de lo que fue la arquitectura civil andaluza en los últimos tercios del siglo XIX.
Más de 120 años han pasado desde que Luis Ramírez Galuzo el que fue sin duda uno de los vecinos de la ciudad con más nivel económico del siglo, y alcalde en varias ocasiones, presentara al ayuntamiento el permiso para construir en un terreno propio, una plaza, para así celebrar la fiesta popular española, como otras fiestas acrobáticas, y demás festejos, en aquel año de 1880, siendo el proyecto llevado por el arquitecto provincial Adolfo del Castillo, autor entre otras obras, del mercado de Abastos, hoy de la Concepción, y el antiguo Matadero Municipal, ya desaparecido.
Mercado Central de Abastos o de la Concepción
Edificio planificado en 1878, construido en 1882 por el arquitecto provincial y miembro de la Real Academia de Bellas Artes de San Fernando, Adolfo del Castillo Escribano, mismo autor de la Plaza de Toros y el desaparecido matadero municipal.
El edificio original constaba de tres naves, la central el doble de elevada con techo de hierro, y las dos laterales con azotea. Unas reformas de los años sesenta sustituyeron una de las naves laterales por otra más moderna, quedando la original encerrada; lo mismo ocurrió con la otra nave lateral en los años ochenta. La nave central no ha variado a lo largo de estos largos años, siendo la parte arquitectónica que se conserva igual a 1882, junto a las dos fachadas originales de las naves laterales, localizadas en pescadería y parte de frutería.
Santuario de la Inmaculada Concepción

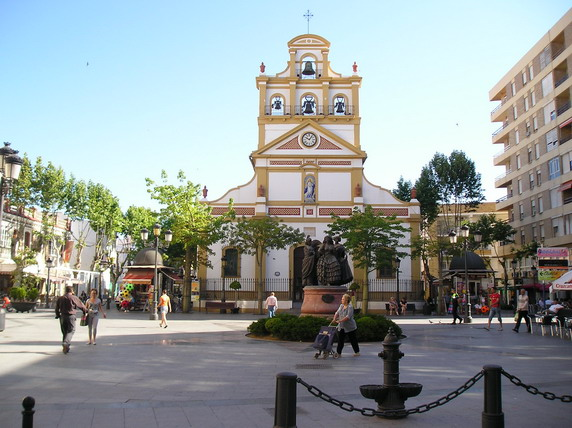
Plaza de la Iglesia de la Inmaculada con las Tres Gracias

Templo edificado en el siglo XIX de estilo colonial. Destaca su retablo del siglo XVII y la imagen titular obra de Ortega Bru. Se convirtió en santuario a finales del año 2005. Idea que surgió en la Hermandad Sacramental de la Virgen de la Amargura a través de su vocal de Cultos.
La planta de la iglesia de la Inmaculada Concepción está constituida por tres naves. El exterior del edificio responde a la distribución interior, con una sencillez y belleza notables.
En el interior de la parroquia de la Inmaculada Concepción se veneran las imágenes de Jesús del Gran Poder, María Santísima Reina de todos los Ángeles, Nuestra Madre y señora en su Soledad, la Amargura, el Cristo de la Misericordia, el Cristo Yaciente, el Cristo de las Almas y la Virgen de las Angustias (grupo escultórico de valor incalculable realizado por Luis Ortega Bru), imágenes pertenecientes a las cuatro hermandades de penitencia radicadas en la parroquia. Y también se encuentra en el Altar Mayor, la imagen de la Patrona y Alcaldesa Perpetua de la ciudad, la Inmaculada Concepción, también realizada por Ortega Bru. La Hermandad responsable de ella esta dentro de los trámites para poder coronar a la imagen canónicamente.
Las Tres Gracias
Escultura situada en la plaza de la Iglesia. Obra de Nacho Falgueras, 2002, inspirada en el cuadro homónimo del reconocido pintor linense José Cruz Herrera. En su inauguración Bely Moya, recitó una composición poética.
Monumento al trabajador español en Gibraltar
Obra también de Nacho Falgueras. Es un homenaje a esos miles de linenses y campogibraltareños en general que se dejaron parte de su vida trabajando en Gibraltar. En tiempos difíciles para España eran muchos los que cada día cruzaban la frontera buscando un trabajo con el que mantener a su familia. Este monumento es el homenaje del pueblo de La Línea a todos aquellos que trabajaron (y trabajan) en Gibraltar.
Monumento a Camarón de la Isla
Monumento situado en el acceso oeste de la ciudad, entre el Paseo marítimo de Poniente y la Casa de la Juventud. Es un monumento dedicado a la figura del famoso cantaor flamenco José Monje Cruz, el Camarón de la Isla, que residió buena parte de su vida en esta ciudad. La escultura es obra de Nacho Falgueras.
Instalaciones
- Palacio de Congresos y Exposiciones: inaugurado en el año 2005 con una superficie construida que supera los 5300 m², el Palacio se articula en torno a dos grandes áreas, el auditorio principal y el auditorio de conferencias. Además, cuenta un escenario de 200 m² de superficie y 10 m de altura, que permite la celebración no solo de congresos, sino también de eventos como teatro, conciertos o incluso ópera. El auditorio de conferencias tiene 354 plazas, y, aunque es totalmente independiente del anterior para que se puedan desarrollar distintas actividades simultáneamente, las instalaciones están interrelacionadas para apoyarse mutuamente si es necesario. En este palacio son muy frecuentes los teatros de compañías nacionales y conciertos como el dado por Raphael o Montserrat Caballé con una espectacular acogida del público. El palacio además cuenta con un hotel de cuatro estrellas de la cadena Asur Hoteles.

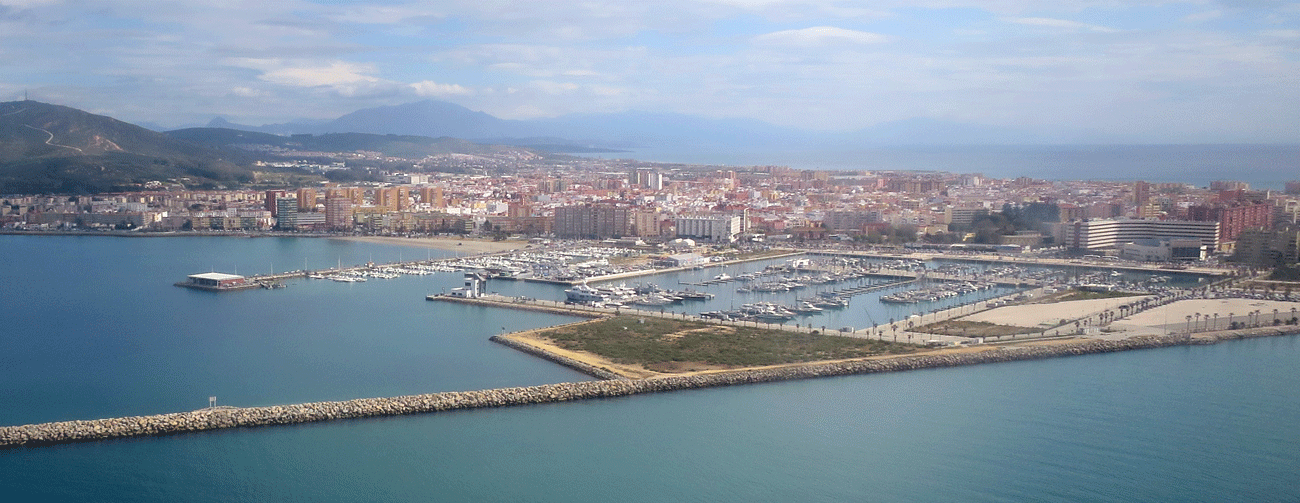
Puerto deportivo Alcaidesa Marina

- Universidad Internacional Menéndez Pelayo: la sede se ubica en uno de los edificios más emblemáticos del municipio, dada su arquitectura racionalista: el chalet D’Amato, vivienda familiar de un prestigioso comerciante maltés desde 1939; anteriormente un popular teatro donde la gente acudía a disfrutar de los espectáculos más famosos del momento. El escritor Mario Vargas Llosa impartió una conferencia magistral inaugurando la universidad.[55]
- Real Club Náutico de La Línea: se encuentra situado en la avenida del Mar, apoya principalmente al deporte de la vela, gracias a este apoyo han salido ilustres regatistas como Rafael Trujillo Villar. También se practica el submarinismo, habiendo cursos de iniciación y perfeccionamiento de estos dos deportes.
- Casas flotantes Boat Haus: situadas en el puerto deportivo Alcaidesa Marina sus casas ofrecen alojarse en unas casas muy coloridas y flotantes para vivir una auténtica experiencia mediterránea Casas Flotantes Boat Haus Mediterranean Experience

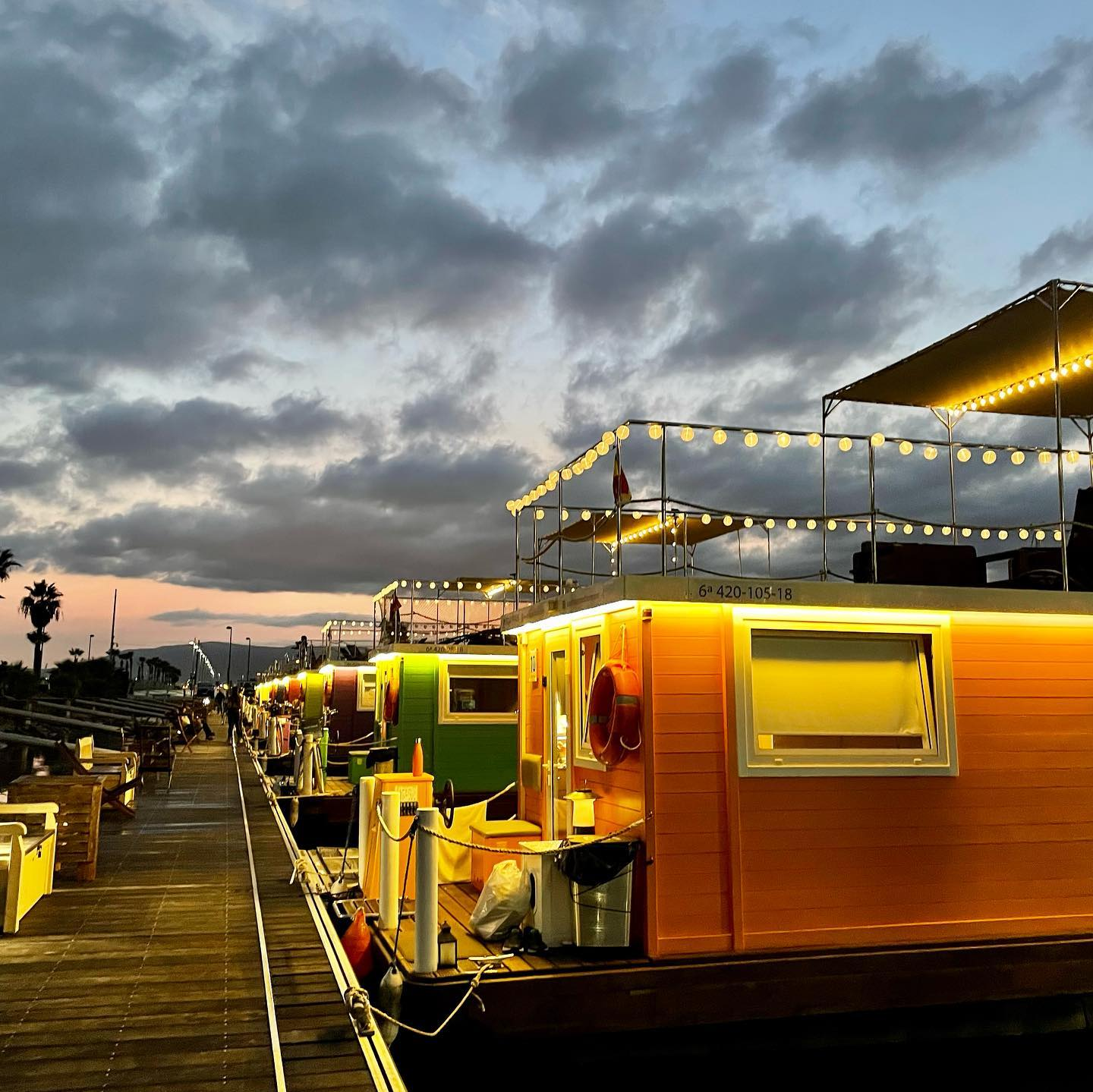
Casas Flotantes Boat Haus Mediterranean Experience

- Puerto deportivo Alcaidesa Marina: Las instalaciones cuentan con 777 atraques y tienen la extensión de una parcela de 59 898 m² y una lámina de agua de 239 947 m² para la explotación de instalaciones náutico-deportivas y de uso lúdico-comercial.
- Escuela Universitaria de Magisterio Virgen de Europa
- Teatro la Velada
- Conservatorio musical de grado medio Muñoz Molleda
- Oficina de la Dirección General de Tráfico
- Estación de autobuses
- Polideportivo municipal
- Estadio de fútbol de la Real Balompédica Linense
- Casa de la Juventud
- Mirador El Higuerón: dando nombre a la carretera de acceso este a La Línea, desde él se puede ver La Línea de la Concepción casi en su totalidad

## Cultura

### Literatura, música y cine
La ciudad es citada en la película Guillaume y los chicos, ¡a la mesa!, de Guillaume Gallienne donde es calificada como «la ciudad más fea de España».
Asimismo, La Línea y el Campo de Gibraltar han sido el lugar de rodaje de varias películas nacionales e internacionales. Las dos últimas que contienen escenas rodadas en La Línea han sido El Niño y Taxi a Gibraltar, protagonizada esta última por Dani Rovira.

### Conservatorio de Música Muñoz Molleda

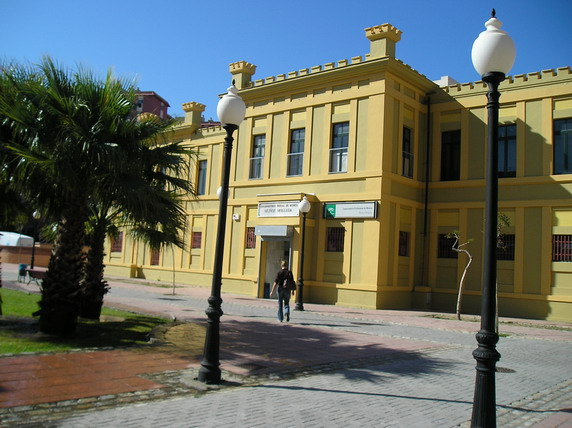
Conservatorio profesional de música Muñoz Molleda

Toma su nombre del compositor linense José Muñoz Molleda. En él han recibido clases tanto alumnos de La Línea como de otras ciudades cercanas como Marbella o Estepona, ya que ha sido hasta el 2006 el único conservatorio del Campo de Gibraltar, y la Costa del Sol con grado medio. Este centro se ha convertido en uno de los vértices musicales de la ciudad, junto con la Fundación Municipal de cultura y la sociedad musical linense Félix Enríquez, gracias al esfuerzo del que fue uno de sus directores, Ignacio Ábalos Nuevo. El conservatorio tuvo una ampliación del aulario para que se impartieran clases de nuevas especialidades instrumentales, pero por problemas judiciales con la Junta de Andalucía, nunca se permitió aprovechar el edificio aledaño. Se realizó un estacionamiento subterráneo debajo de esta ampliación del conservatorio. Durante la realización de las excavaciones necesarias para esta edificación, aparecieron restos de la Línea de Contravalación que dio origen a la ciudad y que han sido situados en la plaza que se ha construido alrededor del conservatorio. En diciembre de 2006 el centro recibió la visita de la gran soprano española Montserrat Caballé, que apoyó con su visita la demanda de la imposición de, entre otras, la especialidad de canto para el Conservatorio Profesional Muñoz Molleda.

### Museos
- Museo José Cruz Herrera. Reinaugurado en el reformado edificio Villa San José en el año 2016.
- Museo del Istmo.[62] Emplazado en la antigua comandancia militar de la ciudad.

- Museo Histórico Municipal. El archivo guarda documentación de la ciudad desde 1887.
- Museo Taurino. Guarda una gran colección de carteles taurinos, trajes de luces, sellos de ganaderías, fotografías de toreros, etc. Compuesto de cuatro salas y capilla, sala de Manolete, sala El Gordito, sala Antonio Duarte "Pota", sala El Marinero y sala Frascuelo. Con miles de fotografías, cartelería taurina, hierros de todas las ganaderías, vestidos de torear, trofeos, capotes, banderillas, estoques, etc. Cuenta con más de 50 años de historia, y se puede considerar como uno de los más importantes de toda la geografía nacional. Su fundador, José Cabrera Duarte, fue un gran aficionado a los toros, y desde temprana edad fue recopilando todo tipo de material dando forma al actual museo que lleva su nombre.

### Gastronomía[63]
La cocina linense se nutre de los nuevos habitantes que llegaban a la joven ciudad buscando una vida mejor debido al próspero comercio que existía con la colonia inglesa, de zonas como: Motril, de los pueblos de la Serranía de Ronda, Estepona, pueblos blancos de Cádiz, Málaga, etc.
La gastronomía linense se basa, sobre todo, en la gastronomía de Andalucía con ciertos matices propios al contar con algunas materias primas provenientes del Peñón de Gibraltar como son los arenques, el queso cheddar, la mantequilla (manteca flandes), pistoletes (pan tipo viena), té negro, mermeladas, cafés y chocolates...
Al ser ciudad marinera, en sus recetas más tradicionales, el producto básico más utilizado es el pescado. Los más populares son: Los chocos fritos, la moruna de sardinas, pulpo a la brasa, almejas fritas, patatas sobrehúsa, ensalada de caballa, huevas aliñadas, espeto de sardinas, huevas de choco, guiso de choco con patatas, bacalao con garbanzos, urta al brandy, rosada frita, cazón en adobo, pulpo al limón, tortillitas de camarones, tortillitas de bacalao, guiso de raya con patatas, atún en manteca, fideos guisados con atún, emblanco, jibia en salsa, atún con tomate, sardinas rellenas, arroz con bacalao, mero en salsa rosa, jureles asados con piriñaca, pargo al horno, zarzuela de marisco, calamares rellenos, corvina con guisantes, puntillitas fritas o los llamados volaores, que es un pescado que salan y dejan secar al sol para ser luego vendido en pequeños puestos de la playa de la Atunara y Levante.
La carne de cerdo también es muy utilizada en sus platos más típicos, una preparación que se encuentra en los bares linenses y que antaño se preparaba para presentar en Navidad es la Pata de Cerdo al Horno en la que la pierna de cerdo se asa recubierta de manteca blanca y sal.
Entre sus platos, se encuentran preparaciones con ingenio en las que con pocos ingredientes se elaboraban platos sabrosos como son el Gazpacho de naranja amarga y platos en los que se aprovecha todo como son las patatas sobrehúsa. Actualmente podemos encontrar elaboraciones más innovadoras y de diseño como el Atún rojo sobre vinagre balsámico de Pedro Jiménez y platos curiosos sacados de los gustos de sus gentes como son los caracolitos al mojo picón
La confitería y pastelería linense la conforman dulces artesanales con diferentes estilos tanto basados en las recetas andalusíes como en algunas recetas anglosajonas, ya que, debido a su cercanía con Gibraltar se han ido integrando en sus cocinas y pastelerías, prueba de ello es el famoso queki, que es un bizcocho con nueces y pasas que se basa en la receta del Cake. Los pasteles más demandados en cualquiera de sus estupendas confiterías son la japonesa, los piononos y la milhoja de chocolate.

### Acontecimientos culturales y fiestas locales
- Carnaval de la Concha Fina

Que se celebra en febrero/marzo de cada año.
- Semana Santa

Declarada de Interés Turístico Nacional de Andalucía. Es una de las mejores Semana Santa de la provincia debido a su gran riqueza patrimonial. Cuenta con 14 hermandades de penitencia y una asociación parroquial. En el Domingo de Ramos procesionan las hermandades de la Borriquita, con la Entrada Triunfal de Jesús en Jerusalén y la Virgen de la Alegría, y la hermandad de la Sagrada Flagelación y Virgen de la Estrella. El Lunes Santo, la hermandad del Silencio, con el Cristo de la Esperanza y la Virgen de la Concepción junto al Apóstol San Juan Evangelista. En el Martes Santo procesiona la hermandad de Jesús de las Penas y la Virgen de los Dolores. En el Miércoles Santo salen a las calles de La Línea, la hermandad de la Oración del Huerto y la Virgen del Amor y del Rosario en sus Misterios Dolorosos, la hermandad del Abandono y Virgen del Mayor Dolor, y la hermandad del `Medinaceli´ con Nuestro Padre Jesús Cautivo y la Virgen de la Trinidad. El Jueves Santo, la hermandad del Cristo de las Almas y la Virgen de las Angustias, la hermandad del Gran Poder y la Virgen de los Ángeles, y la hermandad de Jesús del Perdón en sus Tres Caídas y la Virgen de la Salud. En el Viernes Santo, procesionan las hermandades del Cristo del Mar y la Virgen de la Luz, la hermandad del Cristo del Amor y la Virgen de la Esperanza (una de las cofradías con más devoción y una de las más esperadas), la hermandad de la Virgen de la Amargura y el Cristo de la Misericordia, y la hermandad de la Soledad y el Santo Entierro. Y el Domingo de Resurrección, Jesús Resucitado.
- Feria de la Tapa, a principios de mayo, en el Complejo Ballesteros.
- Noche de San Juan

Todos los linenses acuden a ver las candelas a las playas y a pasar la noche con buena compañía.
- Sábado de Farolillos

Es un evento organizado anualmente por el Ayuntamiento, más concretamente, por la Concejalía de Comercio, en la que en las calles del centro de la ciudad, se adornan y se vive un ambiente pre-feria. Se celebra el sábado de la semana anterior a la celebración de la Velada y Fiestas de la ciudad. Durante este evento, se realizan pases de modelo, se realizan descuentos en casi todos los comercios de la ciudad, y hay música en directo.
- Feria La Salvaora

Declarada Fiesta de Interés Turístico Nacional de Andalucía, se trata de una de las Ferias más importantes de Andalucía pues antiguamente servía para «salvar» a los feriantes de otras ferias pues en La Línea aumentaban sus ganancias y desde entonces se le conoce como La Salvaora se celebra a mediados de julio. Comenzando un viernes con la coronación, seguido del sábado de cabalgata, y después mítico domingo rociero que da comienzo a una semana llena de casetas, albero, trajes de gitana, rebujito y sevillanas. Normalmente coincide con la festividad de la Virgen del Carmen, patrona de los marineros y del popular barrio de la Atunara; y con el aniversario de la fundación de la ciudad.
- Domingo Rociero

El primer domingo de Feria. Destaca por ser el primer domingo rociero de las ferias de Andalucía, ya que se celebra una misa a primeras horas de la mañana realizada por la Hermandad del Rocío en el plaza del Santuario de la Inmaculada, y que ha servido como modelo y es imitado por otros pueblos. A ella acuden muchos linenses para empezar el Domingo Rociero.
- Feria Medieval, en julio y noviembre
- Fiestas de la Inmaculada

Fiestas en honor de la Inmaculada Concepción (8 de diciembre). Con la procesión de la patrona de la localidad, la Inmaculada. Participa todo el pueblo en la Procesión, las damas de la feria, una representación de todas las hermandades de gloria y penitencia, los sacerdotes de las diferentes parroquias de la ciudad y una representación de las autoridades civiles y locales.
- Certamen andaluz de música Muñoz Molleda
- El Piojito es el mercadillo ambulante que instalan cada miércoles entre el Parque Municipal Reina Sofía y la Ciudad Deportiva.
- La Navidad Flamenca. Durante la época navideña las calles se llenan de gentío que disfruta de la celebración de los diversos actos que tienen lugar. Zambombás, coros y recitales de villancicos confluyen en la calle junto a los aromas de la repostería típica y los adornos tan característicos de estos días para dar ese matiz navideño tan entrañable a la ciudad.

### Ciudades hermanadas
La Línea está hermanada con la localidad y comune italiana Buonabitacolo, a raíz de las jornadas celebradas en marzo de 2023 sobre el hundimiento del SS Utopia.

## Servicios

### Educación

#### Colegios públicos de educación infantil y primaria (CEIP)
- Ntra. Señora de Las Mercedes
- Inmaculada Concepción
- Carlos V
- Santa Ana
- San Felipe
- Buenos Aires
- Pablo Picasso
- Huerta Fava
- Atunara
- Gibraltar
- Isabel la Católica
- Pedro Simón Abril
- La Velada
- Santiago
- Salesianos La Línea

#### Colegios públicos de educación primaria (CPEP)
- Andalucía

#### Escuelas infantiles públicas (EI)
- El Rocío
- Santísima Trinidad

#### Centros específicos de educación especial
- Virgen del Amparo

#### Equipos de orientación educativa (EOE)
- E.O.E. La Línea

#### Institutos públicos de enseñanza secundaria (IES)
- Menéndez Tolosa (apodado Instituto Viejo),[65]
- Antonio Machado
- Virgen de la Esperanza (apodado La Acelerada)[66]
- Mediterráneo (conocido por su anterior nombre Maestría)[67]
- Mar de Poniente (conocido como Nuevo)

#### Centros concertados de enseñanza primaria y secundaria
- Colegio Providencia Sagrado Corazón
- Colegio de Los Salesianos
- Colegio Juan Pablo II y San Pedro

#### Educación universitaria
- Centro de Magisterio Virgen de Europa, adscrito a la Universidad de Cádiz, en el que se imparten los Grados de Educación Primaria y de Educación Infantil
- Sede de la Universidad Internacional Menéndez Pelayo en el Campo de Gibraltar.

### Comunicaciones

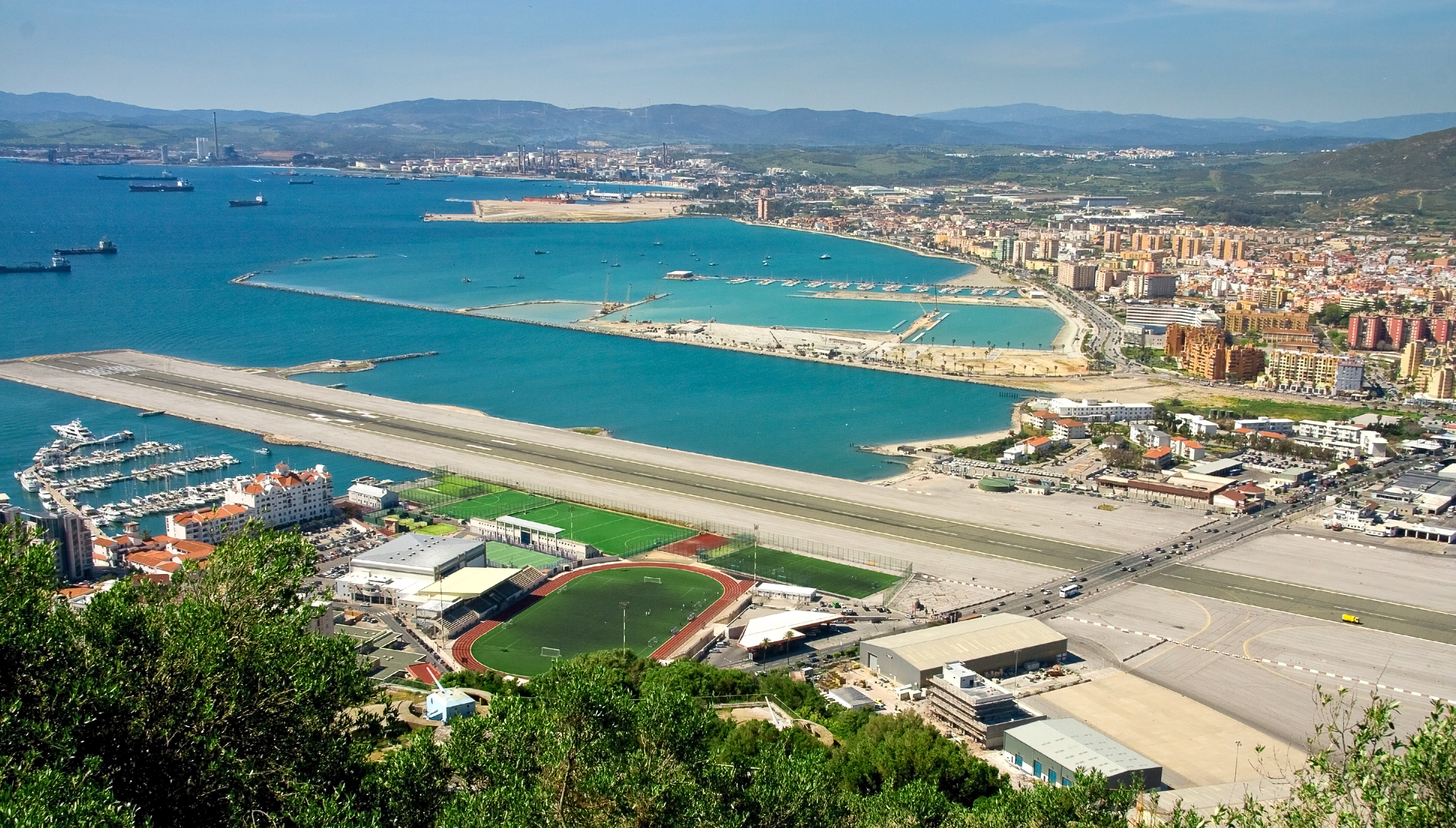
Puerto Alcaidesa Marina

#### Carreteras
- CA-34, autovía de acceso a La Línea (antigua N-351). Se accede a ella tomando la salida 1105/1107 de la Autovía del Mediterráneo (A-7).
- A-383, acceso Este a La Línea de la Concepción, desde la salida 1101 Autovía del Mediterráneo (A-7).

#### Autobús

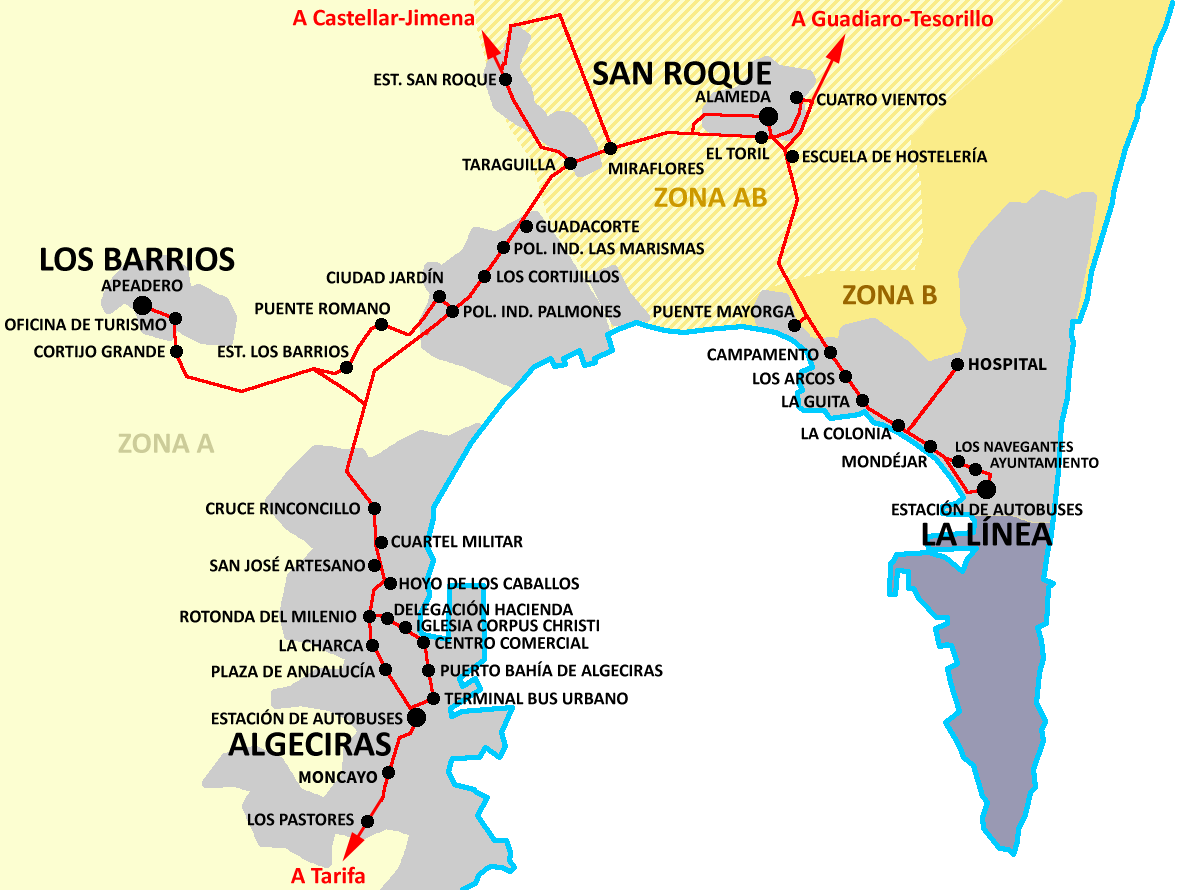
Detalle de la Bahía de Algeciras según la división en zonas del Consorcio de Transporte. En la parte derecha, situación de la estación de autobuses y otras paradas de la ciudad

La Línea de la Concepción dispone de una estación de autobuses, situada en la Plaza de Europa, próxima a la frontera de Gibraltar.
La Línea de la Concepción pertenece a la zona B del sistema tarifario integrado.
| Id.   | Denominación                                                          | Empresa                                                   |
| ----- | --------------------------------------------------------------------- | --------------------------------------------------------- |
| M-120 | Algeciras - La Línea                                                  | Transportes Generales Comes                               |
| M-121 | Los Barrios - La Línea                                                | Transportes Generales Comes                               |
| M-230 | San Roque - La Línea                                                  | Transportes Generales Comes y Grupo Avanza (Movility ADO) |
| M-240 | Estepona - La Línea                                                   | Grupo Avanza (Movility ADO)                               |
| M-260 | La Línea - Tahivilla                                                  | Transportes Generales Comes                               |
| M-271 | Tesorillo - La Línea                                                  | Transportes Generales Comes                               |
| M-272 | San Pablo - Jimena - Castellar - Puente Mayorga - Hospital - La Línea | Transportes Generales Comes                               |

La Línea de la Concepción dispone de tres líneas de autobús urbano. Como medida del equipo de gobierno de La Línea 100x100, para racionalizar y hacer más rentable el servicio, las líneas fueron reducidas de seis a tres. Todas ellas prolongaron por primera vez su recorrido de la Plaza de la Constitución, en el centro de la ciudad, hasta la Estación de autobuses de La Línea de la Concepción y la Frontera.
Anteriormente, los servicios eran prestados por la Cooperativa de Transportes de Marruecos (CTM) (Cooperativa de Transportes de Marruecos prestó el servicio hasta 2008, después de esta fecha pasó a manos de la Compañía de Vehículos CTM S.L. que dejó de prestar el servicio en 2015. Desde 2015 las líneas fueron prestadas por Samar (antigua Los Amarillos), hasta 2017 cuando el Ayuntamiento rescindió el contrato. Los servicios fueron prestados temporalmente por Transportes Generales Comes, hasta que fueron adjudicados a una unión temporal de empresas liderada por Socibus. Esta misma UTE fue también contratada por el ayuntamiento de San Roque en los meses siguientes.
| Autobuses urbanos | Autobuses urbanos                                                               | Autobuses urbanos            |
| Línea             | Trayecto                                                                        | Empresa                      |
| ----------------- | ------------------------------------------------------------------------------- | ---------------------------- |
| 1                 | Pz. Constitución - Atunara - Hospital (C/ Gabriel Miró)                         | Socibus (Campo de Gibraltar) |
| 2                 | Pz. Constitución - Junquillos - Hospital (Urgencias)                            | Socibus (Campo de Gibraltar) |
| 3 A               | Pz. Constitución - Hospital (Urgencias) - Zabal - Sta. Margarita                | Socibus (Campo de Gibraltar) |
| 3 B               | Pz. Constitución - Hospital (Urgencias) - Zabal - Sta. Margarita - La Alcaidesa | Socibus (Campo de Gibraltar) |

- Servicio de Transporte Colectivo Urbano La Línea de la Concepción

#### Ferrocarril
Aunque las instalaciones ferroviarias llegan hasta la entrada de la ciudad, el proyecto fue abandonado y como consecuencia el ferrocarril no llega hasta La Línea. Está previsto que en un futuro a medio plazo se reanuden las obras para la incorporación del AVE en su recorrido Algeciras-Madrid, teniendo su entrada en la ciudad a través del ramal ya construido. Las estaciones de tren más cercanas son las siguientes:
- Estación de San Roque-La Línea, la estación más cercana, a 12 km de La Línea. Servicios de Renfe Media Distancia Algeciras-Granada.
- Estación de Algeciras, a 25 km. Servicios de Renfe Larga Distancia Algeciras-Madrid y Media Distancia Algeciras-Granada.

#### Transporte aéreo
- Aeropuerto de Gibraltar, accesible desde la frontera. Enlaces a Mánchester, Londres y Malta
- Aeropuerto de Jerez, a 118 km
- Aeropuerto de Málaga-Costa del Sol, a 121 km
- Aeropuerto de Sevilla, a 203 km

## Menciones a la ciudad
- Premio 2002 Escoba de Plata[73]
- Premio 2004 Escoba de Oro[73]

### 150 aniversario
- La Línea ya tiene logotipo para su 150 aniversario
- 150 años desde la solicitud de segregación de La Línea
- La Línea da el pistoletazo de salida a los actos por su 150 aniversario
- Unanimidad política en la concesión de los honores y distinciones del 150 aniversario local
- 150 años de historia: Una ventana al pasado

- Datos: Q13148
- Multimedia: La Línea de la Concepción / Q13148
- Guía turística: La Línea